# خط متعادل

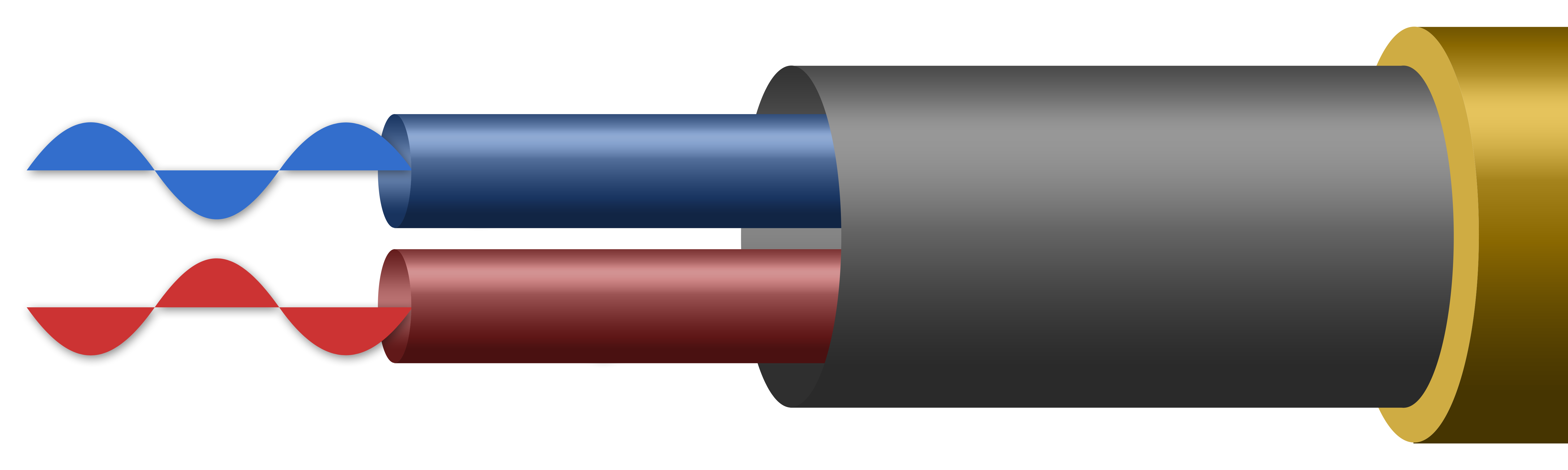
برشی از یک کابل متعادل که روی سیم قرمز و آبی سیگنال را به مقدار مساوری ولی وارون هم نشان می‌دهد.

در مخابرات و صوت حرفه‌ای خط متعادل (انگلیسی: Balanced line) یا زوج سیگنال متعادل (به انگلیسی: balanced signal pair) خط انتقالی است که از دو رسانا از یک نوع تشکیل شده است که در آن هریک از رساناها نسبت به زمین امپدانس‌های یکسان دارند. مزیت اصلی قالب‌بندی خط متعادل، حذف خوب نویز و تداخل حالت مشترک هنگام تغذیه به یک افزاره تفاضلی مانند ترانسفورماتور یا تقویت‌کننده تفاضلی است.
همان‌طور که در ضبط و بازتولید فایل‌شنیداری رایج است، خطوط متعادل به عنوان صوت متعادل شناخته می‌شوند.
شکل متداول خط متعادل یک زوج‌سیم است که برای ارتباطات فرکانس رادیویی استفاده می‌شود. زوج به‌هم‌تابیده نیز رایج است که برای تلفن سنتی، صوت حرفه‌ای یا برای ارتباطات داده استفاده می‌شود. آنها باید با خطوط نامتعادل، مانند کابل کواکسیال، که به گونه ای طراحی شده است که رسانایی برگشتی آن به زمین متصل شود، یا مدارهایی که رسانای برگشتی آنها در واقع زمین است (به تلگراف زمین‌برگشتی مراجعه کنید) مقایسه شوند. مدارهای متعادل و نامتعادل را می‌توان با استفاده از افزاره‌ای به نام بالون به هم متصل کرد.
برخی از خطوط متعادل از کابل چهاررسانای چارستاره برای ایجاد مصونیت در برابر میدان‌های مغناطیسی استفاده می‌کنند. هندسه کابل تضمین می‌کند که میدان‌های مغناطیسی باعث تداخل یکسان هر دوپایه مدار متعادل می‌شود. این تداخل متعادل یک سیگنال حالت مشترک است که می‌تواند به راحتی توسط یک ترانسفورماتور یا گیرنده تفاضلی متعادل حذف شود.